# Liste der Biografien/Free
Liste der Biografien |
Portal Biografien |
Personensuche
# |
A |
B |
C |
D |
E |
F |
G |
H |
I |
J |
K |
L |
M |
N |
O |
P |
Q |
R |
S |
T |
U |
V |
W |
X |
Y |
Z |
?
 
Fa |
Fe |
Ff |
Fh |
Fi |
Fj |
Fk |
Fl |
Fm |
Fn |
Fo |
Fr |
Ft |
Fu |
Fy
 
Fra |
Frc |
Fre |
Frg |
Fri |
Frk |
Frl |
Fro |
Frr |
Fru |
Fry
 
Frea |
Freb |
Frec |
Fred |
Free |
Freg |
Freh |
Frei |
Frej |
Frek |
Frel |
Frem |
Fren |
Freo |
Frep |
Freq |
Frer |
Fres |
Fret |
Freu |
Frev |
Frew |
Frey |
Frez
Die Liste der Biografien führt alle Personen auf, die in der deutschsprachigen Wikipedia einen Artikel haben. Dieses ist eine Teilliste mit 265 Einträgen von Personen, deren Namen mit den Buchstaben „Free“ beginnt.

## Free
- Free, Alfred (1913–2000), US-amerikanischer Chemiker
- Free, Ana (* 1987), portugiesische Sängerin
- Free, Arthur M. (1879–1953), US-amerikanischer Politiker
- Free, Christa (* 1946), deutsche Filmschauspielerin
- Free, Duncan (* 1973), australischer Ruderer
- Free, Gavin (* 1988), britischer Schauspieler, Synchronsprecher, Filmemacher und Webvideoproduzent
- Free, Helen (1923–2021), US-amerikanische Chemikerin
- Free, Joseph P. (1911–1974), biblischer Archäologe
- Free, Nell Tiger (* 1999), britische Schauspielerin
- Free, Rollie (1900–1984), US-amerikanischer Motorrad-Rennfahrer
- Free, Ronnie (* 1936), US-amerikanischer Jazz-Schlagzeuger
- Free, Travon, US-amerikanischer Comedian, Schauspieler und Drehbuchautor
- Free, World B. (* 1953), US-amerikanischer Basketballspieler

### Freeb
- Freeborn, Stuart (1914–2013), britischer Maskenbildner

### Freed
- Freed, Alan (1921–1965), US-amerikanischer DiscjockeyAlan Freed (1921–1965)

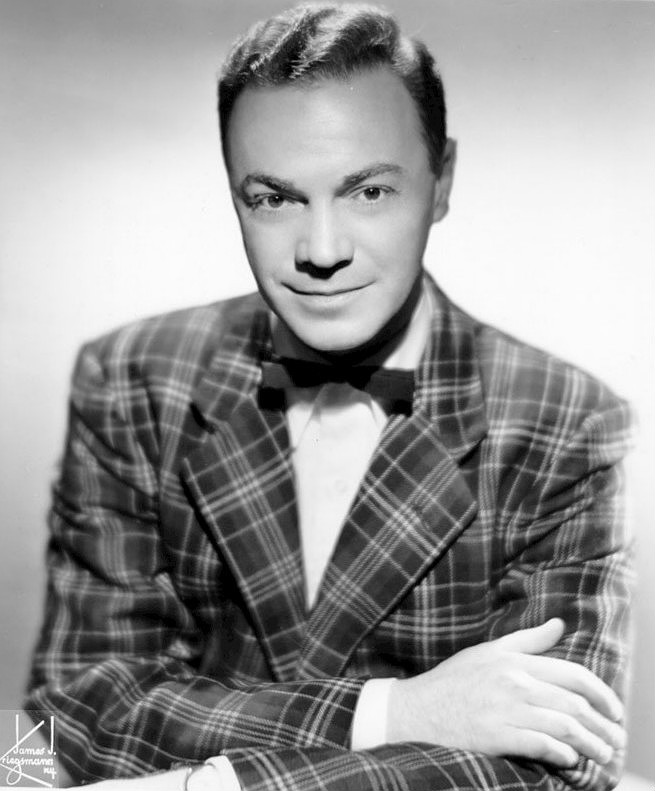
Alan Freed (1921–1965)

- Freed, Alexander, amerikanischer Buchautor, Comicautor, Game Designer und Redakteur
- Freed, Arthur (1894–1973), US-amerikanischer Musicalproduzent und LiedertexterArthur Freed (1894–1973)

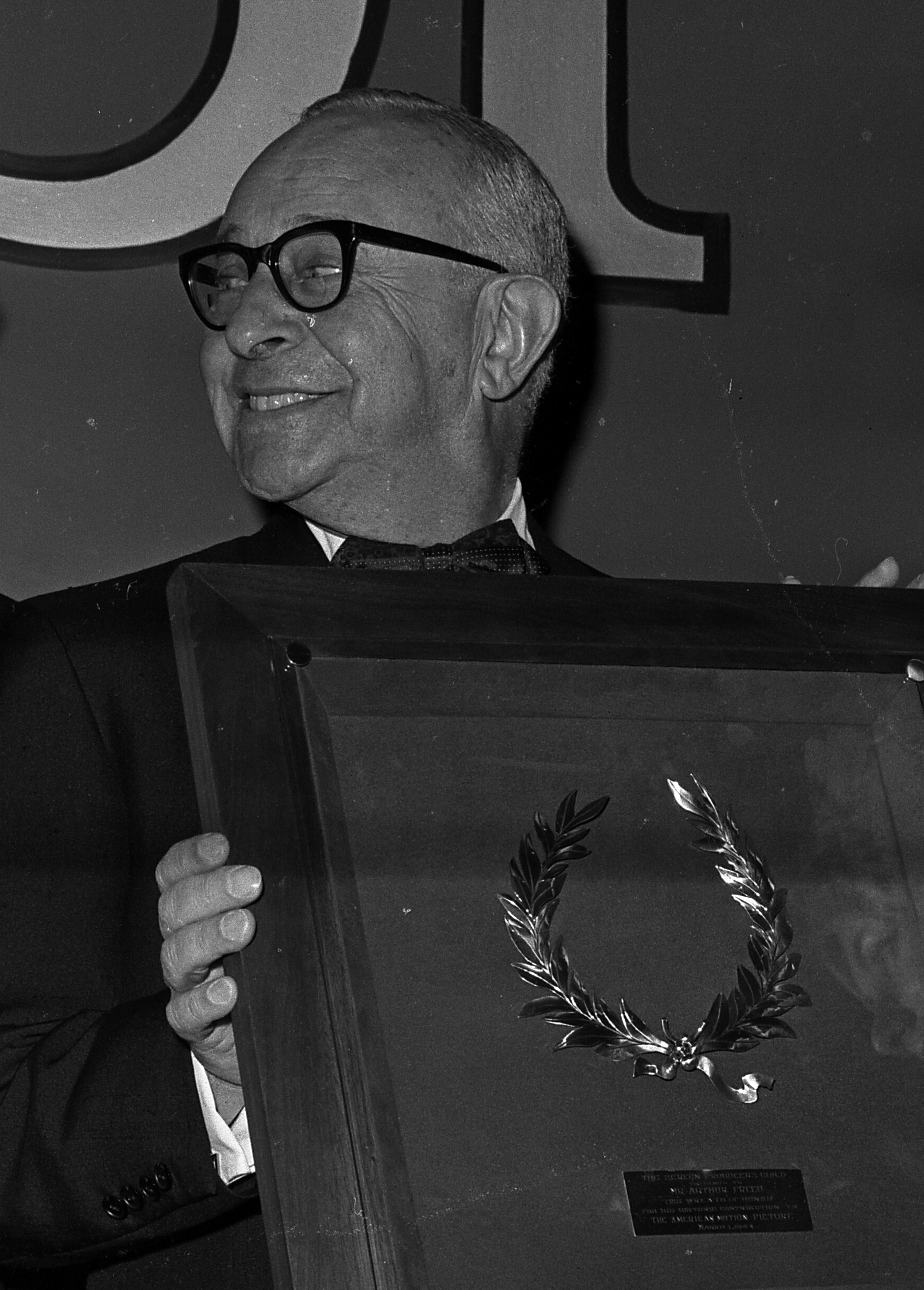
Arthur Freed (1894–1973)

- Freed, Bert (1919–1994), US-amerikanischer Schauspieler
- Freed, Dan (* 1959), US-amerikanischer Mathematiker
- Freed, Ernest (1908–1974), US-amerikanischer Maler
- Freed, Georg Ludwig (1858–1936), deutscher Architekt
- Freed, Hermine (1940–1998), US-amerikanische Malerin und Videokünstlerin
- Freed, Isadore (1900–1960), US-amerikanischer Komponist
- Freed, James Ingo (1930–2005), US-amerikanischer Architekt
- Freed, Leonard (1929–2006), US-amerikanischer Fotograf
- Freed, Margie (* 1997), US-amerikanische Skilangläuferin und Biathletin
- Freed, Ralph (1907–1973), US-amerikanischer Liedtexter
- Freedberg, David (* 1948), südafrikanisch-amerikanischer Kunsthistoriker
- Freeden, Herbert (1909–2003), deutsch-israelischer Schriftsteller
- Freeden, Max H. von (1913–2001), deutscher Kunsthistoriker und Museumsdirektor
- Freeden, Wilhelm von (1822–1894), deutscher Mathematiker, Naturwissenschaftler, Ozeanograph, Gründer der Norddeutschen Seewarte und Politiker (NLP), MdR
- Freeden, Willi (* 1948), deutscher Mathematiker und Hochschullehrer
- Freedgood, Morton (1913–2006), US-amerikanischer Autor und Schriftsteller
- Freedland, Jonathan (* 1967), britischer Journalist, Kolumnist und Buch-AutorJonathan Freedland (* 1967)

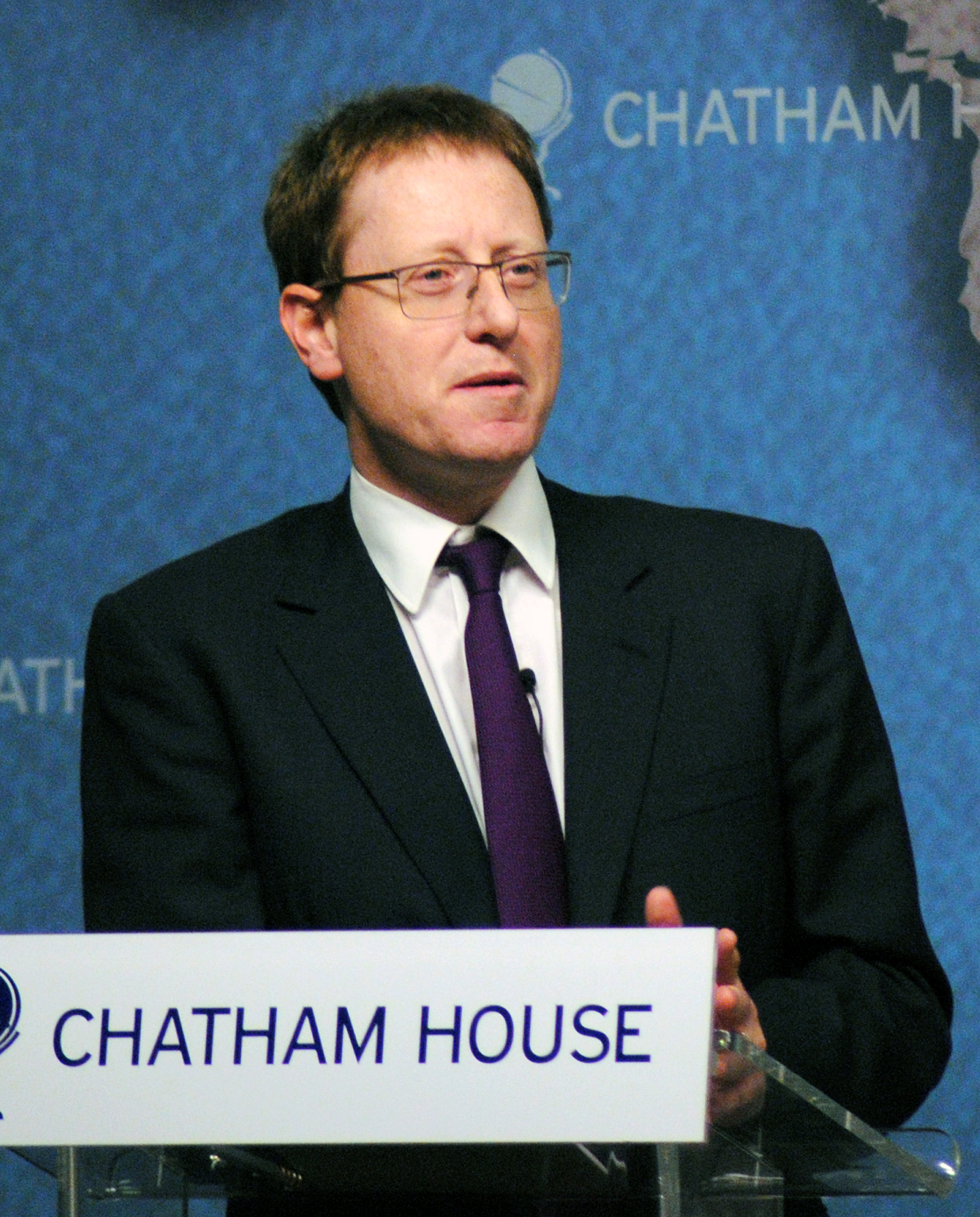
Jonathan Freedland (* 1967)

- Freedley, John (1793–1851), US-amerikanischer Politiker
- Freedley, Vinton (1891–1969), amerikanischer Theaterproduzent
- Freedman, Barnett (1901–1958), britischer Maler, Buchillustrator, Typograf, Lithograf und Designer
- Freedman, Benjamin (1890–1984), amerikanischer, antisemitischer und antizionistischer Aktivist
- Freedman, Bob (1934–2018), US-amerikanischer Jazzmusiker und Arrangeur
- Freedman, Daniel Z. (* 1939), US-amerikanischer Physiker
- Freedman, David A. (1938–2008), kanadisch-US-amerikanischer angewandter und mathematischer Statistiker
- Freedman, Dougie (* 1974), schottischer Fußballspieler und -trainer
- Freedman, Estelle (* 1947), US-amerikanische Historikerin und Autorin
- Freedman, Harry (1922–2005), kanadischer Komponist, Englischhornist und Musikpädagoge
- Freedman, James O. (1935–2006), US-amerikanischer Pädagoge und Hochschulpräsident
- Freedman, Jill (1939–2019), US-amerikanische Dokumentar- und Straßenfotografin
- Freedman, Joel, amerikanischer Improvisationsmusiker (Cello) und Filmemacher
- Freedman, Lawrence (* 1948), britischer Politikwissenschaftler und Militärhistoriker
- Freedman, Lori (* 1958), kanadische (Bass-)Klarinettistin und Komponistin
- Freedman, Marcia (1938–2021), israelische Frauenrechtsaktivistin und Politikerin
- Freedman, Maurice (1920–1975), britischer Anthropologe und Ethnologe
- Freedman, Michael (* 1951), US-amerikanischer Mathematiker
- Freedman, Nancy (1920–2010), amerikanische Schriftstellerin
- Freedman, Samuel G. (* 1955), US-amerikanischer Journalist
- Freedman, Samuel O. (* 1928), kanadischer Immunologe
- Freedman, Stuart J. (1944–2012), US-amerikanischer Physiker
- Freedman, Wendy (* 1957), kanadische Astronomin
- Freedmann, Gertrud († 2021), deutsche Opern-, Operetten- und Konzertsängerin (Sopran)
- Freedo, Schweizer Musikproduzent

### Freeg
- FreeG, Schweizer DJ
- Freegard, Bradley (* 1983), britischer Schauspieler

### Freeh
- Freeh, Louis (* 1950), US-amerikanischer Regierungsbeamter, Direktor des FBILouis Freeh (* 1950)

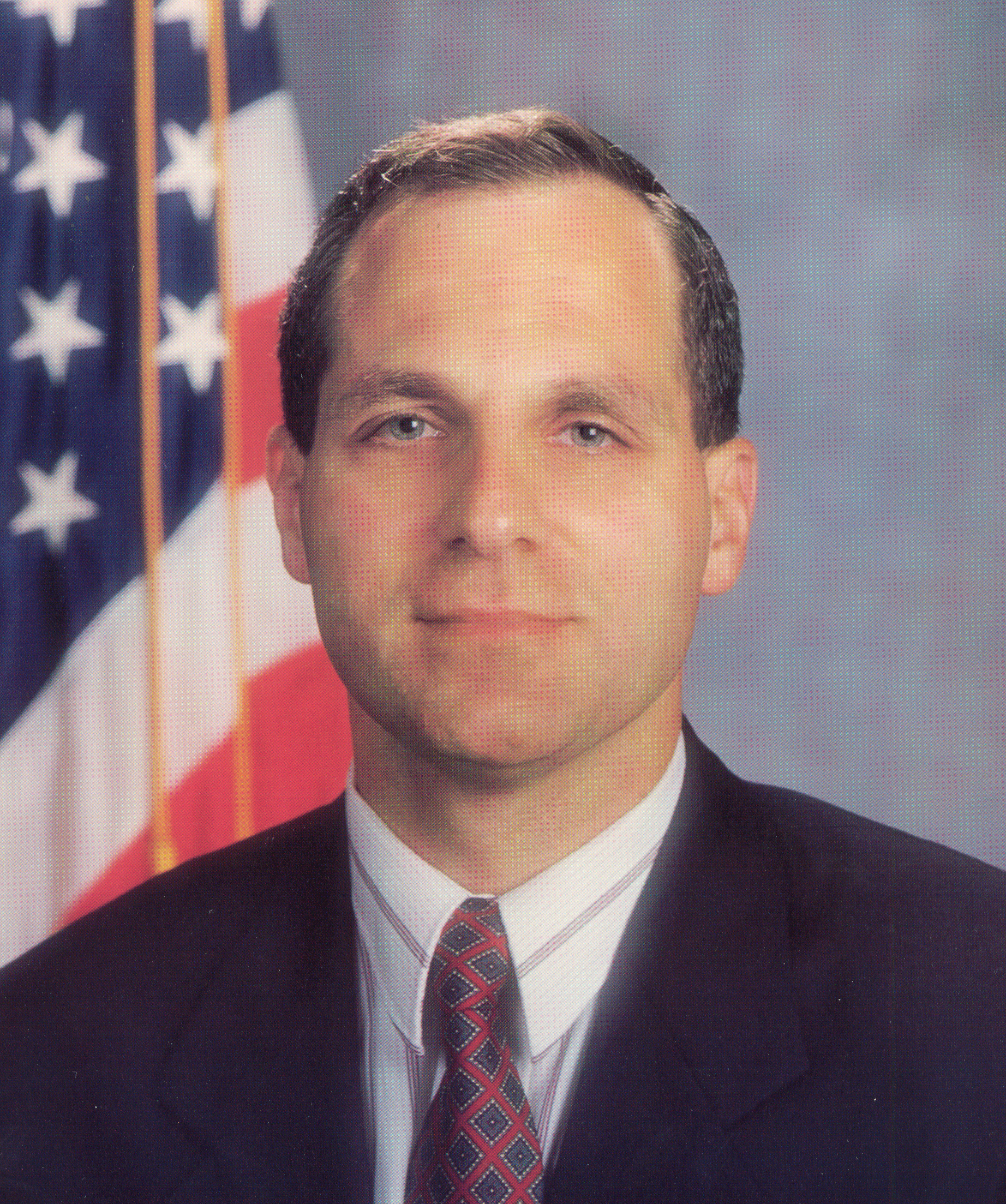
Louis Freeh (* 1950)

- Freehill, Mary (* 1946), irische Politikerin
- Freehof, Solomon (1892–1990), US-amerikanischer Reform-Rabbiner

### Freel
- Freeland, Adam (* 1973), britischer Nu-Skool Breaks DJ und Musikproduzent
- Freeland, Chrystia (* 1968), kanadische Publizistin und PolitikerinChrystia Freeland (* 1968)

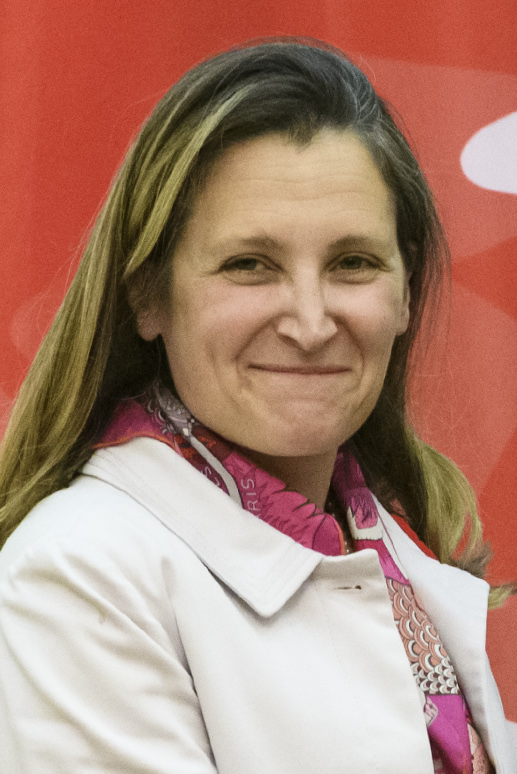
Chrystia Freeland (* 1968)

- Freeland, Don (1925–2007), US-amerikanischer Rennfahrer
- Freeland, Joel (* 1987), britischer Basketballspieler
- Freeland, Linda (* 1967), US-amerikanische R&B, Soul- und Gospelsängerin
- Freeland, Sydney (* 1980), US-amerikanische Filmregisseurin und Drehbuchautorin
- Freeling, Christian (* 1947), niederländischer Spieleerfinder
- Freeling, Nicolas (1927–2003), englischer Krimi-Schriftsteller
- Freeling, Stefaan (* 1969), belgischer Motocrossfahrer, Bobsportler und Sportfunktionär
- Freelon, Nnenna (* 1954), amerikanische Jazzsängerin
- Freelove, Rashod, US-amerikanischer Schauspieler
- Freels, Katy (* 1990), US-amerikanische Fußballspielerin
- Freely, John (1926–2017), US-amerikanischer Physiker, Historiker, Hochschullehrer und Autor

### Freem
- Freeman Palmer, Alice (1855–1902), US-amerikanische Erzieherin
- Freeman, Al junior (1934–2012), US-amerikanischer Schauspieler und Regisseur
- Freeman, Alan A. (1920–1985), britischer Musikproduzent
- Freeman, Alex (* 2004), US-amerikanischer Fußballspieler
- Freeman, Anna (* 1954), australische Trompeterin und Hochschullehrerin
- Freeman, Arthur J. (1930–2016), US-amerikanischer Physiker
- Freeman, Benson Railton Metcalf (* 1903), britischer Deserteur und Mitglied der Waffen-SS
- Freeman, Bert (1885–1955), englischer Fußballspieler
- Freeman, Betty (1921–2009), US-amerikanische Fotografin und Kunstmäzen
- Freeman, Bobby (1934–2016), US-amerikanischer Politiker
- Freeman, Bobby (1940–2017), US-amerikanischer Soulsänger
- Freeman, Brian (* 1963), US-amerikanischer Kriminalschriftsteller
- Freeman, Bud (1906–1991), US-amerikanischer Tenor-Saxophonist
- Freeman, Cassidy (* 1982), US-amerikanische Schauspielerin
- Freeman, Castle (* 1944), amerikanischer Schriftsteller
- Freeman, Cathy (* 1973), australische SprinterinCathy Freeman (* 1973)

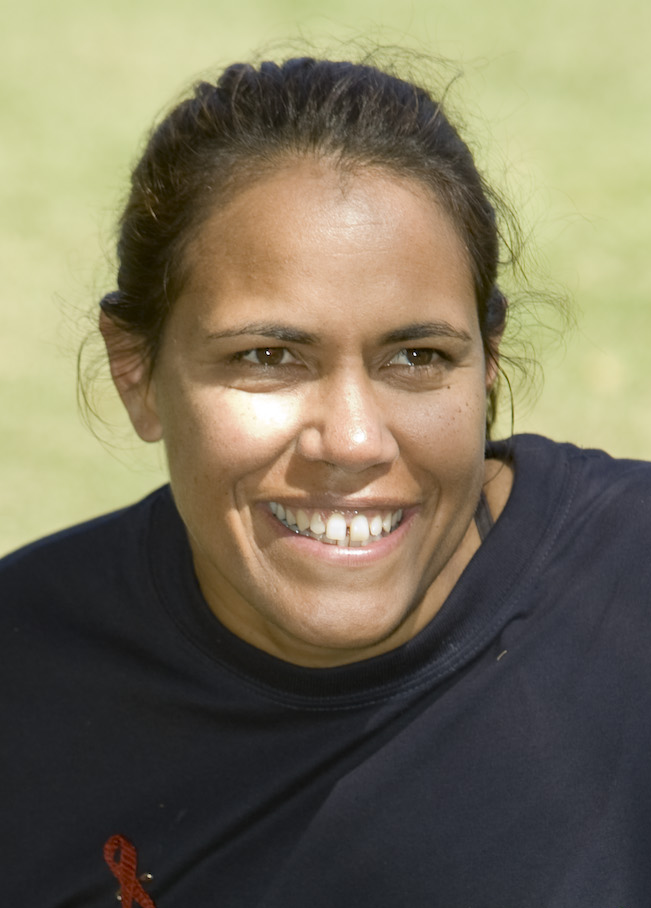
Cathy Freeman (* 1973)

- Freeman, Chapman (1832–1904), US-amerikanischer Politiker
- Freeman, Charles L. (1908–2001), US-amerikanischer Filmeditor und Spezialeffektkünstler
- Freeman, Chas W. (* 1943), US-amerikanischer DiplomatChas W. Freeman (* 1943)

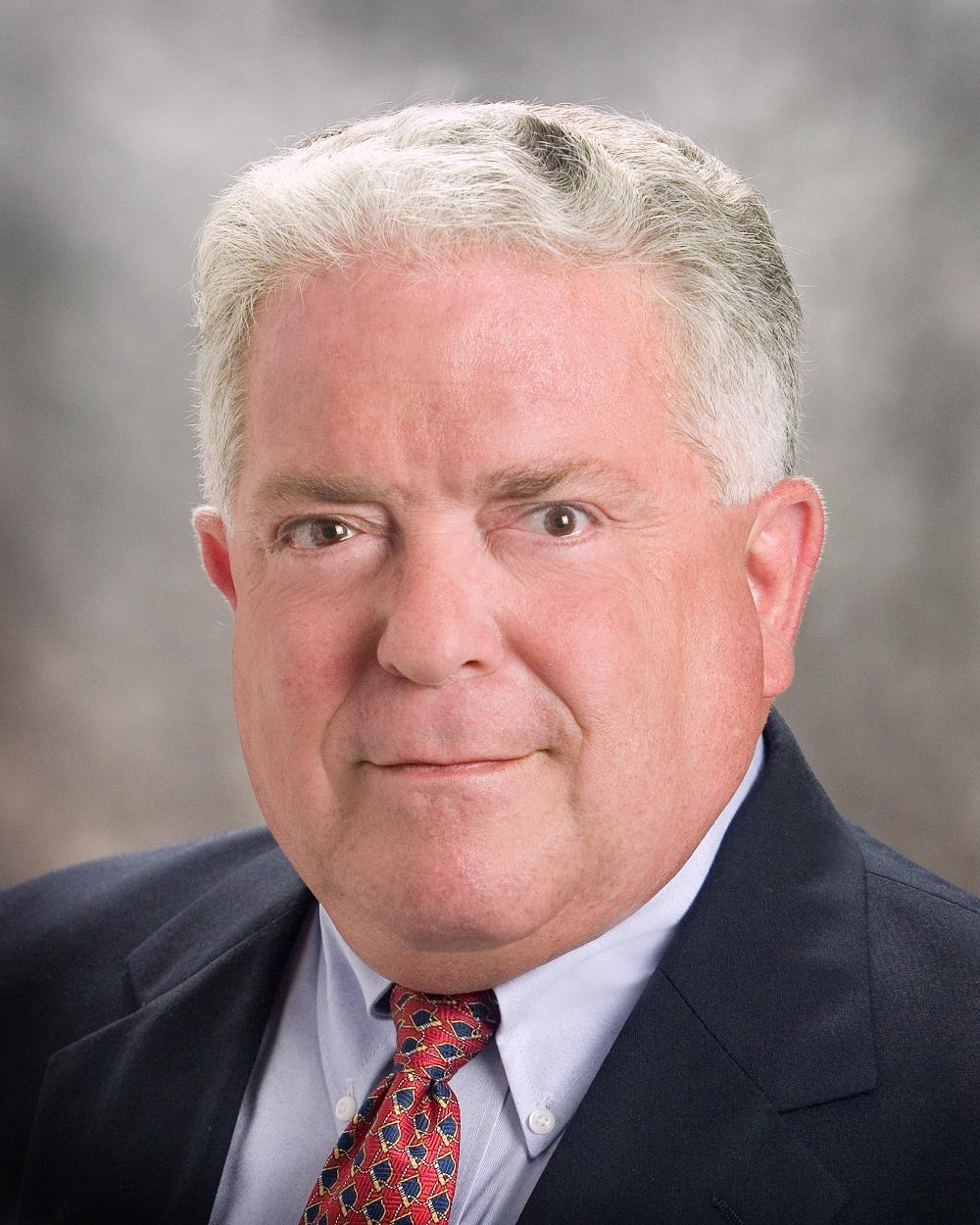
Chas W. Freeman (* 1943)

- Freeman, Chico (* 1949), US-amerikanischer Jazzmusiker
- Freeman, Christopher (1921–2010), englischer Wirtschaftswissenschaftler
- Freeman, Crispin (* 1972), US-amerikanischer Synchronsprecher

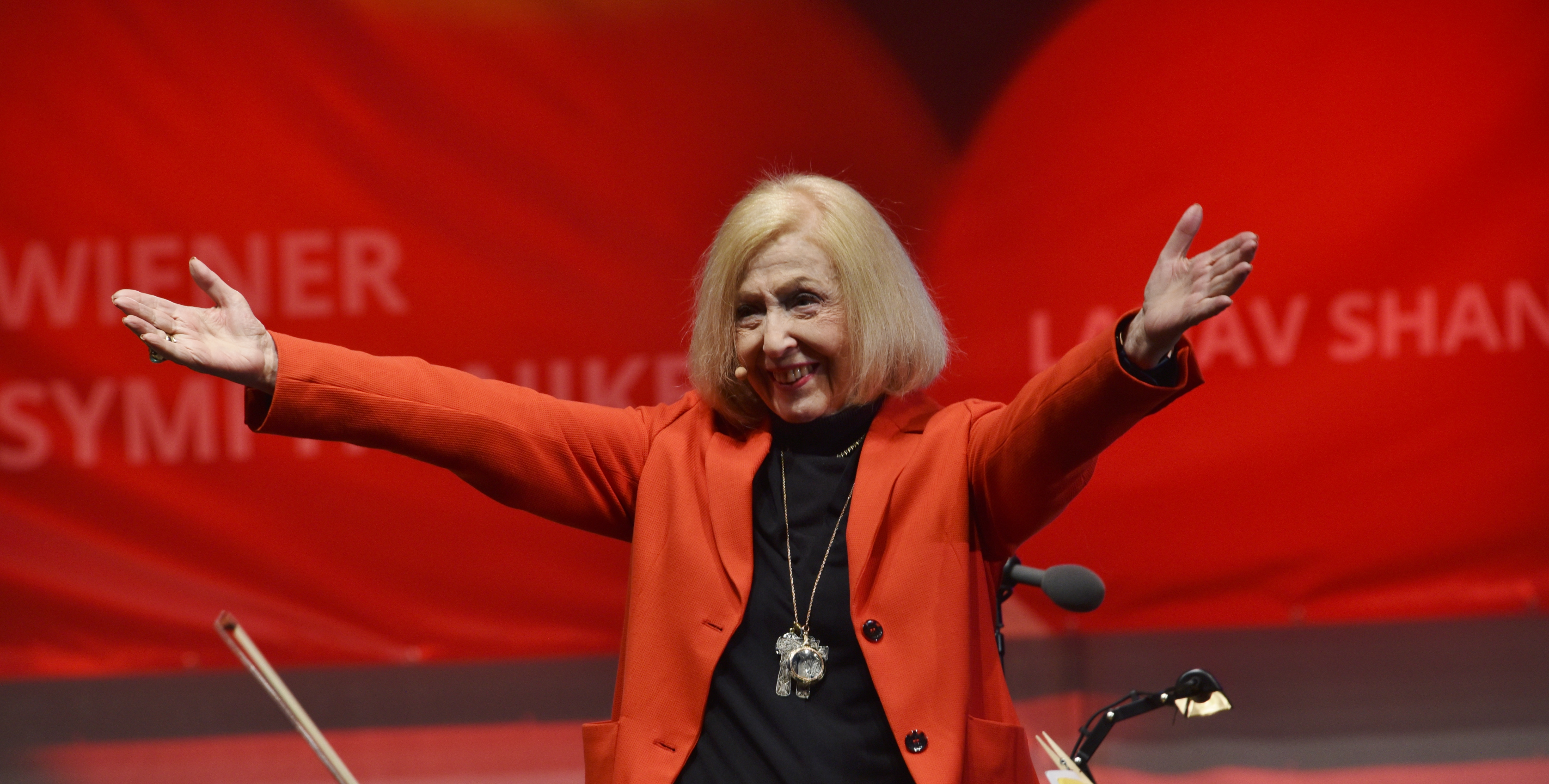
Erika Freeman (* 1927)

- Freeman, Daniel E. (* 1959), US-amerikanischer Musikwissenschaftler und -historiker
- Freeman, David G. (1920–2001), US-amerikanischer Badmintonspieler
- Freeman, Derek (1916–2001), neuseeländischer Anthropologe
- Freeman, Derrick (1969–2025), US-amerikanisch-deutscher Basketballspieler
- Freeman, Devery (1913–2005), US-amerikanischer Drehbuchautor
- Freeman, Devonta (* 1992), US-amerikanischer American-Football-Spieler
- Freeman, Douglas Southall (1886–1953), US-amerikanischer Historiker
- Freeman, Earl (1931–1994), US-amerikanischer Bassist des Free Jazz
- Freeman, Edward (1823–1892), britischer Historiker
- Freeman, Elisabeth (1876–1942), amerikanische Suffragette und Bürgerrechtlerin
- Freeman, Elizabeth († 1829), Unterstützerin der Abschaffung der Sklaverei in Massachusetts
- Freeman, Emily (* 1980), britische Sprinterin
- Freeman, Erika (* 1927), austroamerikanische PsychoanalytikerinErika Freeman (* 1927)
- Freeman, Ethan (* 1959), US-amerikanischer Musicaldarsteller
- Freeman, Gary L. (* 1938), US-amerikanischer Zoologe, Meeresbiologe und Entwicklungsbiologe
- Freeman, George (1927–2025), US-amerikanischer Jazzgitarrist und Saxophonist
- Freeman, George H., US-amerikanischer Theologe
- Freeman, Georgiana (* 1956), gambischer Leichtathletin
- Freeman, Gordon J., US-amerikanischer Immunologe und Onkologe
- Freeman, Griffin (* 1994), US-amerikanischer Schauspieler in Film und Fernsehen
- Freeman, Herbert (1925–2020), US-amerikanischer Informatiker
- Freeman, Howard († 1967), US-amerikanischer Schauspieler
- Freeman, Hunter (* 1985), US-amerikanischer Fußballspieler
- Freeman, J. E. (1946–2014), US-amerikanischer Schauspieler und Lyriker
- Freeman, James (1759–1835), US-amerikanischer unitarischer Theologe
- Freeman, James (* 2001), botswanischer Schwimmer
- Freeman, James C. (1820–1885), US-amerikanischer Politiker
- Freeman, James Darcy (1907–1991), australischer Geistlicher, Erzbischof von Sydney und Kardinal der römisch-katholischen Kirche
- Freeman, Jay (* 1981), US-amerikanischer Unternehmer, Software-Entwickler, Hacker und Kommunalpolitiker
- Freeman, Jeff, US-amerikanischer Filmeditor
- Freeman, Jennifer (* 1985), US-amerikanische Schauspielerin
- Freeman, Joan (* 1942), US-amerikanische Schauspielerin
- Freeman, John, US-amerikanischer Schauspieler und Synchronsprecher
- Freeman, John (1880–1929), englischer Lyriker und Essayist
- Freeman, John (1915–2014), britischer Politiker, Mitglied des House of Commons, Offizier, Journalist und Diplomat
- Freeman, John (* 1951), britischer Diplomat und Gouverneur der Turks- und Caicosinseln
- Freeman, John D. († 1886), US-amerikanischer Politiker
- Freeman, John H. (1944–2008), US-amerikanischer Soziologe und Organisationsforscher
- Freeman, Jonathan (1745–1808), US-amerikanischer Politiker
- Freeman, Joseph (* 1952), US-amerikanischer Mormone
- Freeman, Josh (* 1988), US-amerikanischer American-Football-Spieler
- Freeman, Justin (* 1976), US-amerikanischer Skilangläufer
- Freeman, K. Todd (* 1965), amerikanischer Schauspieler
- Freeman, Kathleen (1923–2001), US-amerikanische Schauspielerin
- Freeman, Keithroy (* 1993), Fußballspieler von St. Kitts und Nevis
- Freeman, Kenneth C. (* 1940), australischer Astronom
- Freeman, Kieran (* 2000), schottischer Fußballspieler
- Freeman, Kieron (* 1992), walisischer Fußballspieler
- Freeman, Kris (* 1980), US-amerikanischer Skilangläufer
- Freeman, Larry (1904–1995), US-amerikanischer Psychologe
- Freeman, Leonard (1920–1974), US-amerikanischer Film- und Fernsehproduzent und Drehbuchautor
- Freeman, Luke (* 1992), englischer Fußballspieler
- Freeman, Mace, kanadischer American-Football- und Canadian-Football-Spieler
- Freeman, Marcel (* 1960), US-amerikanischer Tennisspieler
- Freeman, Martin (* 1971), britischer SchauspielerMartin Freeman (* 1971)

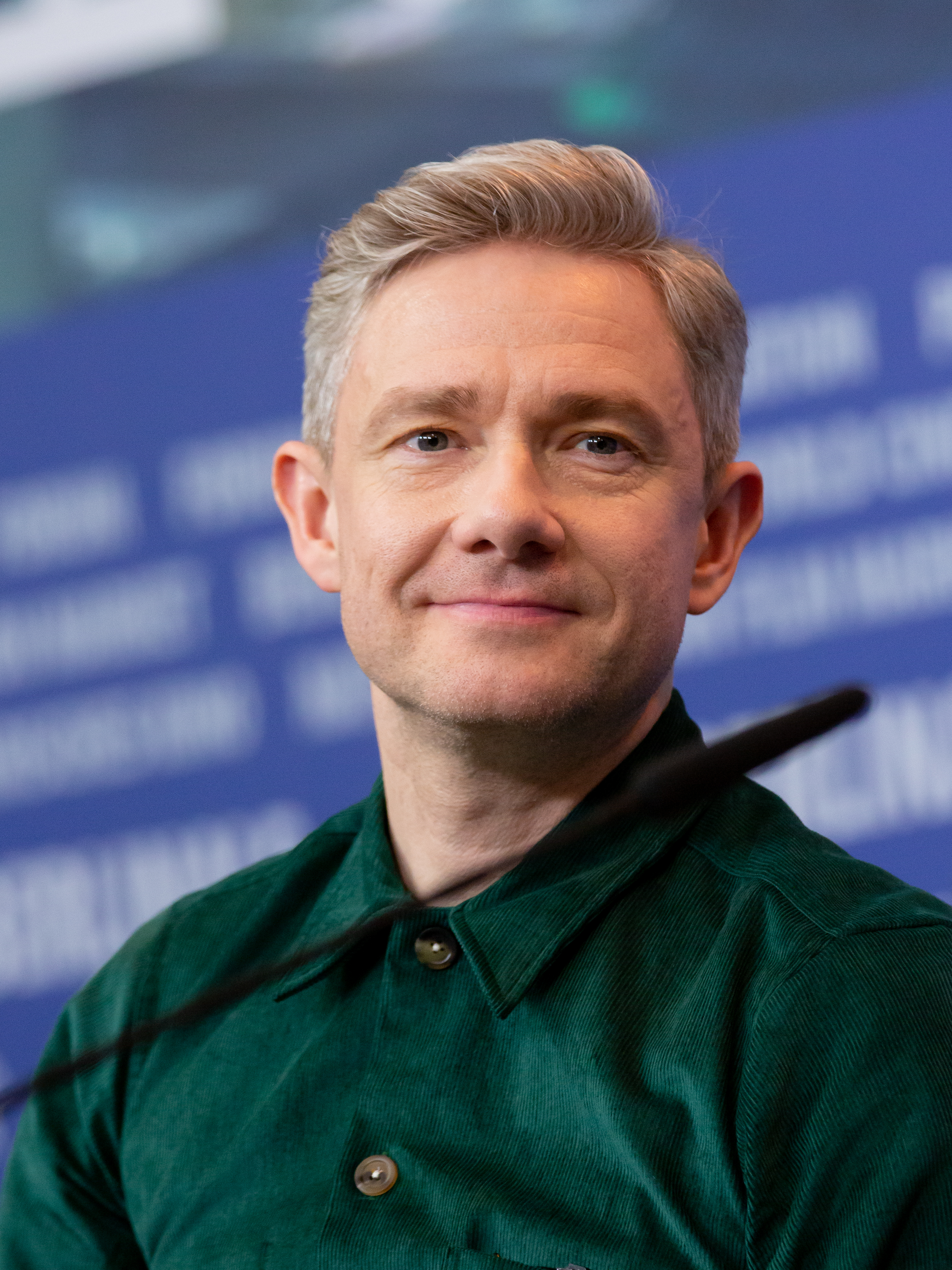
Martin Freeman (* 1971)

- Freeman, Matt (* 1966), US-amerikanischer Musiker und Bassist der Punkband Rancid
- Freeman, Mavis (1918–1988), US-amerikanische Schwimmerin
- Freeman, Michelle (* 1969), jamaikanische Leichtathletin
- Freeman, Mona (1926–2014), US-amerikanische Schauspielerin und spätere Malerin
- Freeman, Morgan (* 1937), US-amerikanischer Schauspieler, Regisseur, Produzent und Oscar-PreisträgerMorgan Freeman (* 1937)

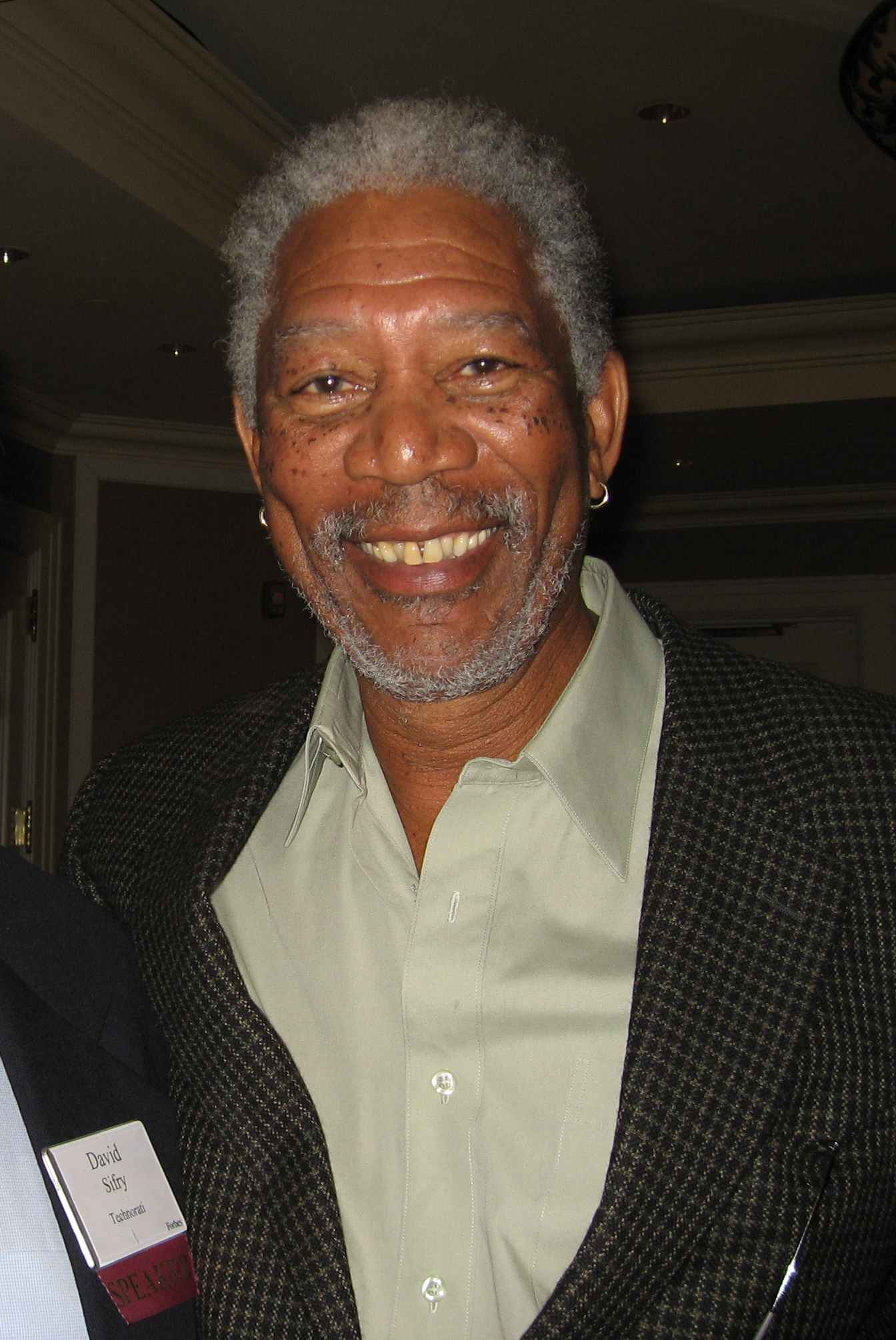
Morgan Freeman (* 1937)

- Freeman, Morgan J. (* 1969), US-amerikanischer Regisseur und Drehbuchautor
- Freeman, Muriel (1897–1980), britische Fechterin
- Freeman, Nathaniel junior (1766–1800), US-amerikanischer Politiker
- Freeman, Noel (* 1938), australischer Geher
- Freeman, Norman (1931–2021), US-amerikanischer Regattasegler
- Freeman, Octavious (* 1992), US-amerikanische Leichtathletin
- Freeman, Orville (1918–2003), US-amerikanischer Politiker
- Freeman, Paul (1936–2015), US-amerikanischer Dirigent
- Freeman, Paul (* 1943), britischer Schauspieler
- Freeman, Paul L. Jr. (1907–1988), US-amerikanischer General
- Freeman, Ralph (1880–1950), englischer Tragwerksplaner
- Freeman, Ralph (1911–1998), britischer Ingenieur
- Freeman, Ray (1932–2022), britischer Chemiker
- Freeman, Reggie (* 1975), US-amerikanischer Basketballspieler
- Freeman, Richard Austin (1862–1943), britischer Schriftsteller
- Freeman, Richard B. (* 1943), US-amerikanischer Wirtschaftswissenschaftler und Hochschullehrer
- Freeman, Richard P. (1869–1944), US-amerikanischer Politiker
- Freeman, Robert (1936–2019), britischer Fotograf und Grafikdesigner
- Freeman, Roger (1942–2025), britischer Politiker, Mitglied des House of Commons und Bankmanager
- Freeman, Roger Adolf (1904–1991), austroamerikanischer Ökonom
- Freeman, Ron (* 1947), US-amerikanischer Sprinter
- Freeman, Ross (1944–1989), US-amerikanischer Physiker
- Freeman, Russ (1926–2002), US-amerikanischer Jazzmusiker und Musikproduzent
- Freeman, Séamus (1944–2022), irischer Ordensgeistlicher, römisch-katholischer Bischof von Ossory
- Freeman, Sharon, US-amerikanische Jazzmusikerin
- Freeman, Stan (1920–2001), US-amerikanischer Jazzmusiker
- Freeman, Stuart (* 1954), britischer Radiomoderator
- Freeman, Theodore (1930–1964), US-amerikanischer Astronaut und Hauptmann der US-MarineTheodore Freeman (1930–1964)

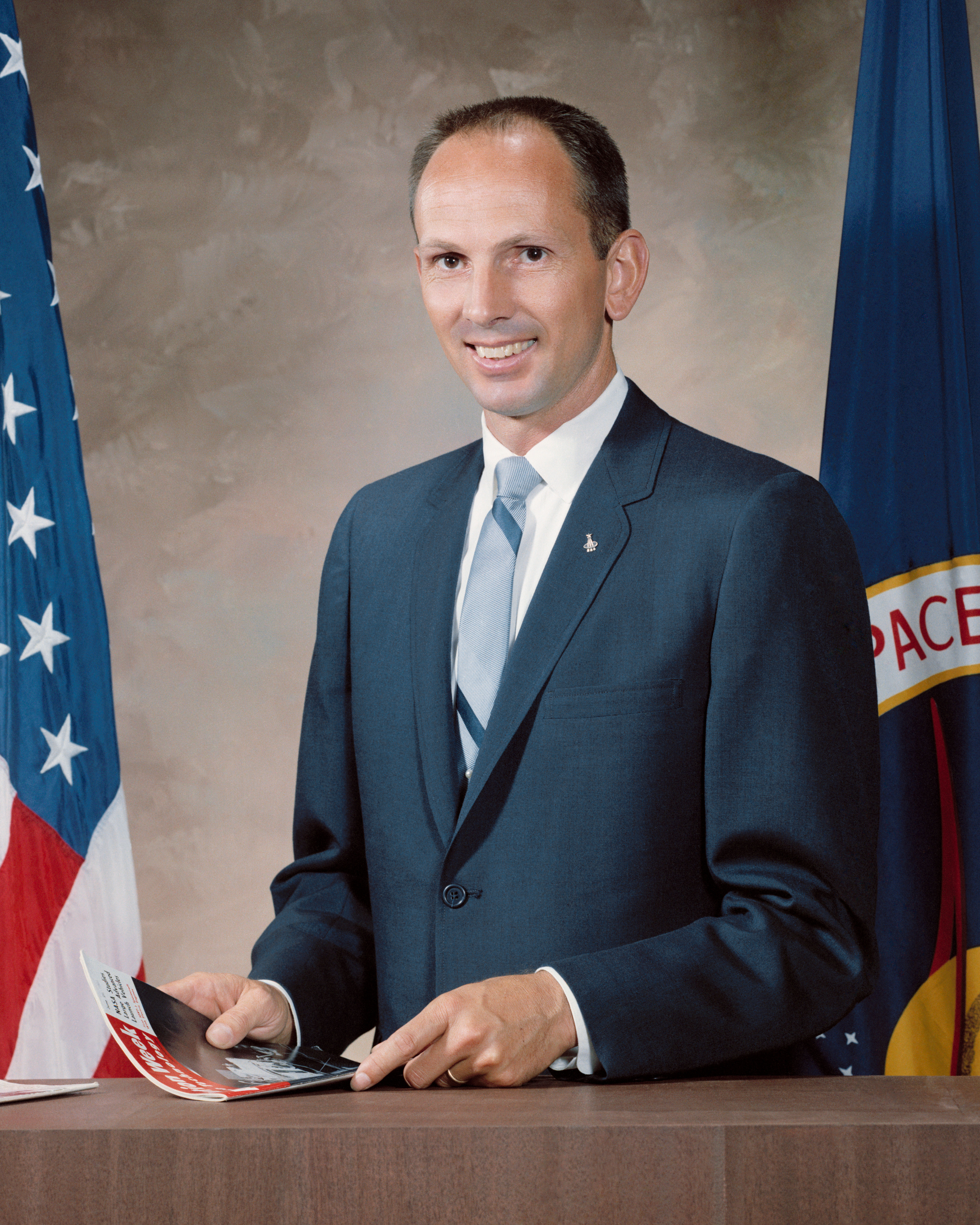
Theodore Freeman (1930–1964)

- Freeman, Thomas Birch (1809–1890), britischer Missionar
- Freeman, Thomas W. (1824–1865), US-amerikanischer Politiker
- Freeman, Tommy (1904–1986), US-amerikanischer Boxer im Weltergewicht und sowohl universeller als auch NBA-Weltmeister
- Freeman, Tyler (* 2003), US-amerikanischer Fußballspieler
- Freeman, Vernon (* 1953), US-amerikanischer Basketballspieler
- Freeman, Von (1923–2012), US-amerikanischer Jazzsaxophonist
- Freeman, Wally (1893–1987), britischer Langstreckenläufer
- Freeman, Walter (1895–1972), US-amerikanischer Neurologe und Chirurg
- Freeman, Walter Jackson III (1927–2016), US-amerikanischer Biologe, Theoretischer Neurowissenschaftler und Philosoph
- Freeman, Y. Frank (1890–1969), US-amerikanischer Filmproduzent und Kinomanager
- Freeman, Yvette (* 1957), US-amerikanische Schauspielerin
- Freeman, Zach (* 1985), US-amerikanischer Basketballspieler
- Freeman-Fox, Lois (* 1947), US-amerikanische Filmeditorin, Bildhauerin, Malerin und Hochschullehrerin
- Freeman-Grenville, Mary, 12. Lady Kinloss (1922–2012), britische Peeress und Politikerin
- Freeman-Mitford, John, 1. Baron Redesdale (1748–1830), britischer Politiker und Sprecher des House of Commons
- Freeman-Thomas, Freeman, 1. Marquess of Willingdon (1866–1941), britischer Politiker, Vizekönig von Indien
- Freemantle, Brian (1936–2024), britischer Autor von Spionageromanen
- Freemantle, Glenn (* 1959), britischer Tonmeister und Tongestalter

### Freen
- Freeney, Dwight (* 1980), US-amerikanischer American-Football-Spieler

### Freer
- Freer, Dave (* 1959), südafrikanischer Schriftsteller
- Freer, Eleanor Everest (1864–1942), US-amerikanische Komponistin und Philanthropin
- Freer, James (1855–1933), kanadischer Film-Pionier
- Freer, Mike (* 1960), britischer Politiker (Conservative Party), Mitglied des House of Commons
- Freer, Romeo H. (1846–1913), US-amerikanischer Politiker
- Freer, Warren (1921–2013), neuseeländischer Politiker (New Zealand Labour Party)
- Freerksen, Enno (1910–2001), deutscher Anatom und Hochschullehrer
- Freers, Jürgen (* 1944), deutscher Arzt
- Freers, Werner (* 1954), deutscher GeneralWerner Freers (* 1954)

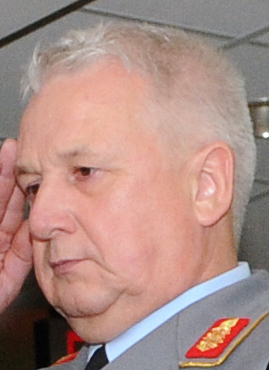
Werner Freers (* 1954)

### Frees
- Frees, Harry Whittier (1879–1953), amerikanischer Fotograf und Schriftsteller
- Frees, Paul (1920–1986), US-amerikanischer Schauspieler, Synchronsprecher, Komiker, Drehbuchautor
- Frees, Wolf (1909–1974), deutscher Schauspieler, Hörspielsprecher und Übersetzer
- Freese, Anja (* 1965), deutsche Schauspielerin
- Freese, Anna-Lena (* 1994), deutsche Leichtathletin
- Freese, Bertus (1902–1959), niederländischer Fußballnationalspieler
- Freese, Burkhard (1956–2013), deutscher Radsportler, DDR-Meister
- Freese, Carl (1807–1892), deutscher Pädagoge, Philologe und Politiker
- Freese, Carl William (1828–1899), deutscher Kaufmann und Politiker
- Freese, David (* 1983), US-amerikanischer Baseballspieler
- Freese, Detlef, deutscher Basketballspieler
- Freese, Dieter (* 1939), deutscher Raubmörder und Geldschrankknacker
- Freese, Eva (* 1963), deutsche Schauspielerin
- Freese, Gerhild (1941–2022), deutsche Goldschmiedin und Schmuckgestalterin
- Freese, Hans, Lübecker Bildhauer und Bildschnitzer des Barock
- Freese, Hans (1886–1966), deutscher Maler, Graphiker, Bühnenbildner und Kunsterzieher
- Freese, Hans (1889–1953), deutscher Architekt und Hochschullehrer
- Freese, Hans (1904–1986), deutscher Dirigent und Kapellmeister
- Freese, Hans (1918–1941), deutscher Schwimmer
- Freese, Heike (* 1986), deutsche Fußballspielerin
- Freese, Heinrich (1853–1944), deutscher Unternehmer
- Freese, Heinz-Dieter (* 1957), deutscher Pastor und Luftbildarchäologe
- Freese, Hermann (1819–1871), deutscher Maler
- Freese, Horst (* 1944), deutscher Eisschnellläufer
- Freese, Iko (* 1971), deutscher Fotograf
- Freese, Ina (1868–1916), deutsche Schulleiterin
- Freese, Jakob (1720–1778), Stralsunder Bildhauer
- Freese, Jan (* 1973), deutscher Bühnenbildner
- Freese, Jannik (* 1986), deutscher Basketballspieler
- Freese, Jason (* 1975), US-amerikanischer Rockmusiker
- Freese, Johann Conrad (1757–1819), preußischer Verwaltungsbeamter und ostfriesischer landeskundlicher Schriftsteller
- Freese, Josh (* 1972), US-amerikanischer SchlagzeugerJosh Freese (* 1972)

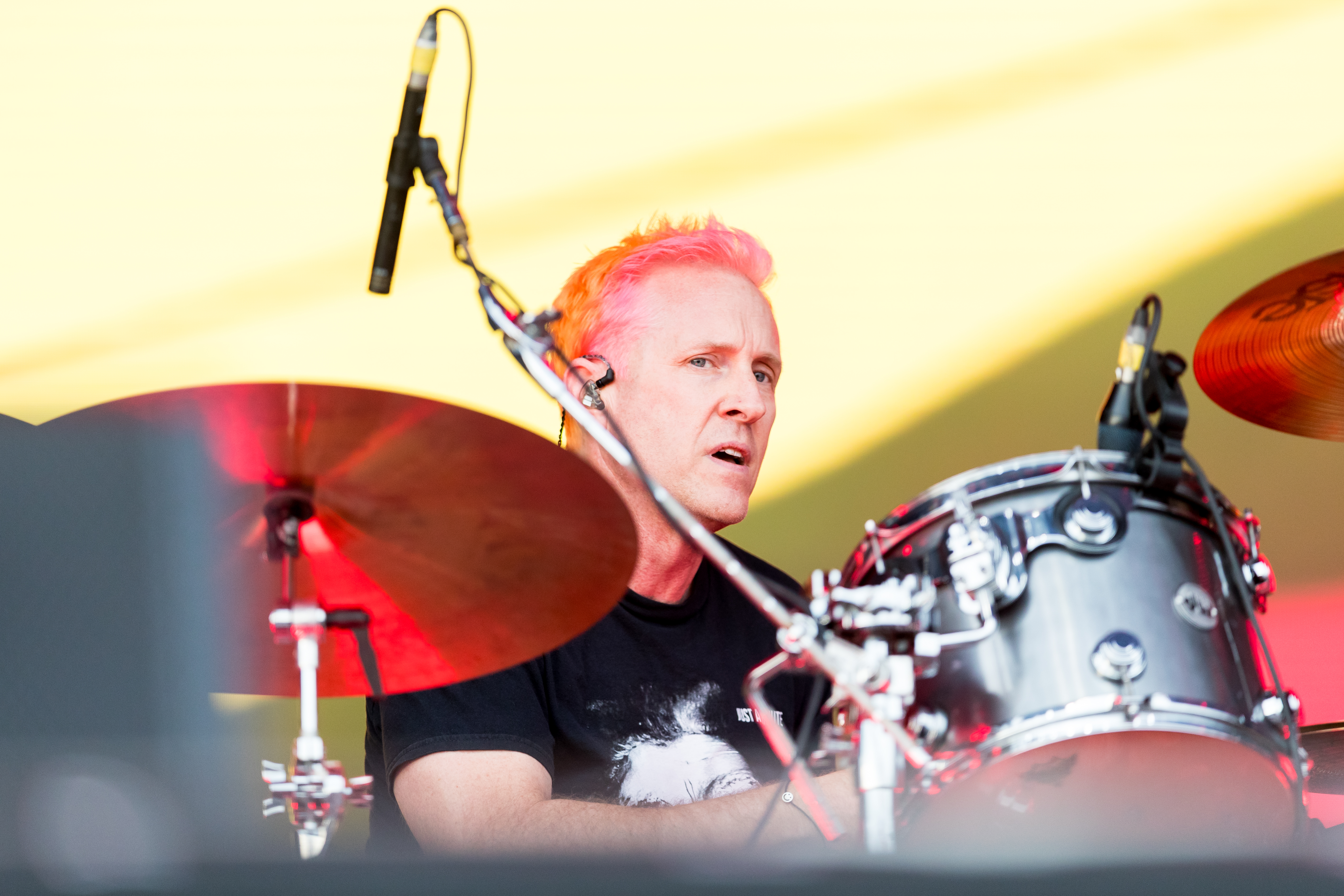
Josh Freese (* 1972)

- Freese, Katherine (* 1957), deutsch-US-amerikanische Physikerin
- Freese, Ludwig (1859–1936), deutscher Architekt und großherzoglich oldenburgischer Baubeamter
- Freese, Maren-Kea (* 1960), deutsche Filmregisseurin und DrehbuchautorinMaren-Kea Freese (* 1960)

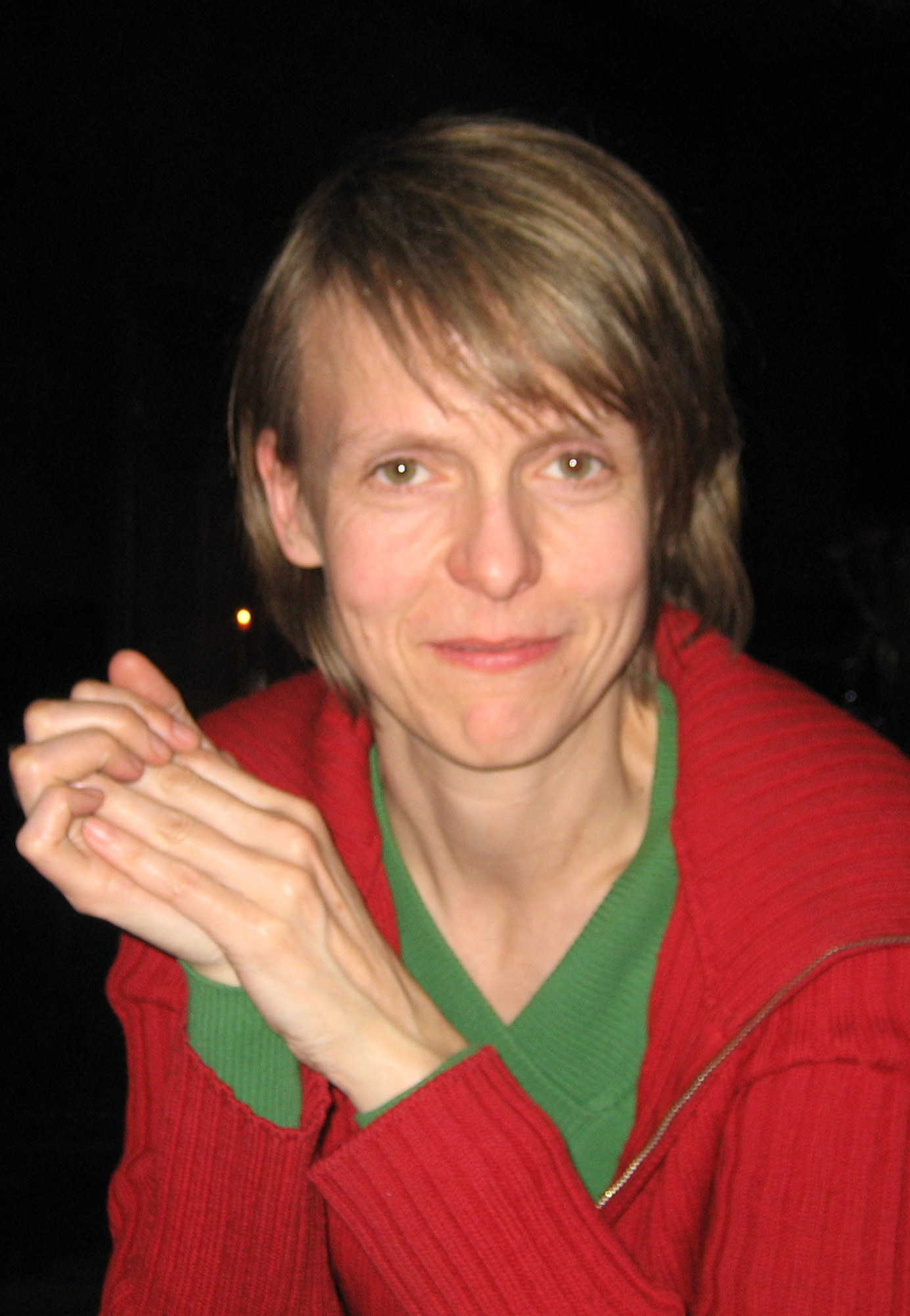
Maren-Kea Freese (* 1960)

- Freese, Matt (* 1998), US-amerikanisch-deutscher Fußballspieler
- Freese, Olaf (* 1968), deutscher Lichtdesigner
- Freese, Otto (1927–2009), deutscher Architekt und Baubeamter
- Freese, Peter (1939–2020), deutscher Amerikanist und Literaturwissenschaftler
- Freese, Roland (* 1958), deutscher forensischer Psychiater
- Freese, Rudolf (1879–1963), deutscher Politiker (FDP), MdL, Präsident der Handwerkskammer Oldenburg
- Freese, Ulrich (* 1951), deutscher Gewerkschafter und Politiker (SPD), MdL, MdB
- Freese, Uwe (* 1957), deutscher Radsportler
- Freese, Werner (1931–1982), deutscher Schauspieler, Regisseur, Dozent und Schauspieldirektor
- Freeson, Reg (1926–2006), britischer Politiker (Labour), Mitglied des House of Commons
- Freeston, Brian (1892–1958), britischer Kolonialgouverneur

### Freet
- Freeth, Gordon (1914–2001), australischer Politiker und Außenminister

### Freew
- Freeway (* 1979), US-amerikanischer Rapper

### Freez
- Freeze Corleone (* 1992), französischer Rapper
- Freezy (* 1992), Schweizer Mundartrapper